# Haltepunkt Leipzig-Anger-Crottendorf
Der Haltepunkt Leipzig-Anger-Crottendorf (auch Leipzig Anger-Crottendorf genannt) ist eine Betriebsstelle der Eisenbahn im Leipziger Stadtteil Anger-Crottendorf. Als Zugangsstelle im Netz der S-Bahn Mitteldeutschland ist er seit dem 15. Dezember 2013 in Betrieb. Er befindet sich an der Eisenbahnstrecke Engelsdorf–Leipzig-Connewitz und ersetzte im Zuge der Umgestaltung des Leipziger S-Bahn-Netzes als sogenannte „netzergänzende Maßnahme“ den ehemaligen Haltepunkt Anger-Crottendorf auf der Bahnstrecke Leipzig Hbf–Leipzig-Connewitz. Damit ist er der einzige Haltepunkt der S-Bahn Mitteldeutschland, der im Zuge der Neugestaltung des Bahnknotens Leipzig unter Beibehaltung seines Namens an einer anderen, bereits vor der Errichtung des City-Tunnels existierenden Eisenbahnstrecke neu errichtet wurde.

## Lage
Der auf dem Leipziger Güterring an einer historischen Eisenbahnüberführung über der Zweinaundorfer Straße gelegene Haltepunkt erschließt den östlichen Teil von Anger-Crottendorf. Er befindet sich in unmittelbarer Nähe zum Ostfriedhof und grenzt an die Fuß- und Radwegeverbindung Anger-Crottendorfer Bahnschneise, welche wiederum eine kreuzungsfreie Verbindung zum Lene-Voigt-Park darstellt. Er ist seit 2020 nur noch über eine Treppe zur Straße Am Güterring für Fahrgäste erreichbar. Seit März 2020 ist wegen umfangreicher Bauarbeiten zwischen den Bahnhöfen Engelsdorf und Stötteritz nur der Bahnsteig 2 für beide Fahrtrichtungen in Betrieb. Die S-Bahn-Züge der Linie S3 verkehren seit 2020 ausschließlich am Bahnsteig 2. Über die Bushaltestellen Ostfriedhof und S-Bf. Anger-Crottendorf besteht eine Umstiegsmöglichkeit zum Leipziger städtischen Nahverkehr.

## Geschichte

### Erster Haltepunkt 1969 bis 2012

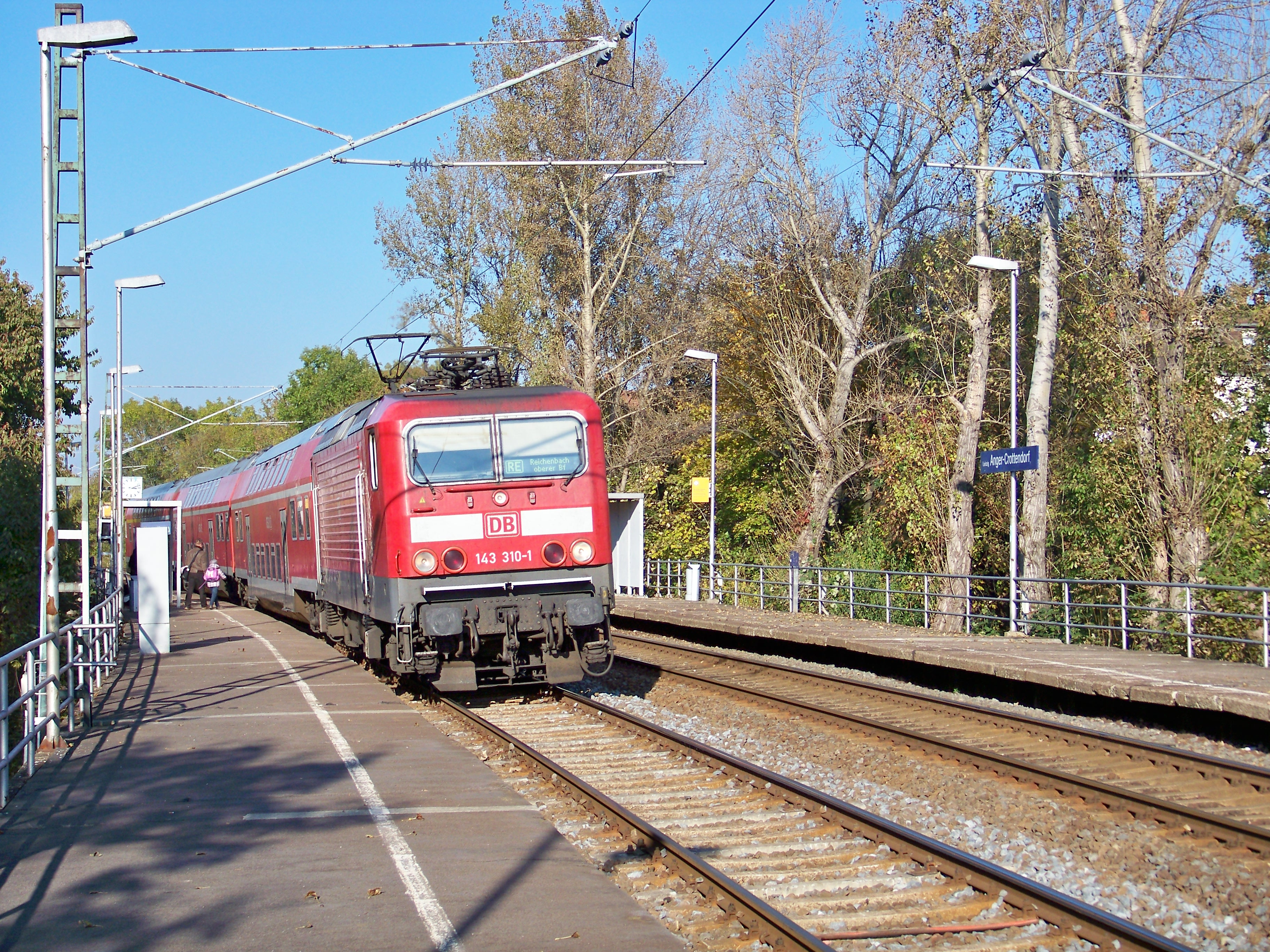
Ehemaliger Haltepunkt Anger-Crottendorf (2011)

Mit der Errichtung des S-Bahnhaltepunktes Anger-Crottendorf erhielt der gleichnamige Stadtteil 1969 einen Zugang zum Schienenpersonennahverkehr. Seine Lage auf der »zweiten Verbindungsbahn« machte Fahrten zum Hauptbahnhof über Sellerhausen in neun Minuten möglich. Züge in die Gegenrichtung nach Gaschwitz über Markkleeberg nutzten hinter Stötteritz die Ferngleise der Bahnstrecke Leipzig–Hof und benötigten 17 Minuten zum Ziel. Die Linie A (später S1) verkehrte hier über die meiste Zeit des Betriebes in einem Zwanzigminutentakt. In der Zeit bis 1990 erschloss der Haltepunkt besonders die direkt angrenzende Maschinenfabrik Karl Krause, die inzwischen Teil der BUBIMA, des VEB Buchbindereimaschinenwerke Leipzig (später Kombinat Polygraph) geworden war, sowie zahlreicher weiterer Betriebe für den Berufsverkehr. Die direkten Zugänge zur Stegerwald- und Gregor-Fuchs-Straße ermöglichten zudem eine kurze Anbindung des ausgedehnten Wohngebietes rings um den Trinitatisplatz. Die Zugänge zu den Bahnsteigen der beiden Richtungen lagen besonders weit auseinander, weil der Bauaufwand gering gehalten werden musste. Der Richtungsbahnsteig am Gleis Richtung Gaschwitz hatte eine Treppe am Südende von der Zweinaundorfer Straße und eine Rampe am Nordende von der Theodor-Neubauer-Straße, während es beim Bahnsteig Richtung Leipzig Hbf nur eine Treppe in Bahnsteigmitte von der Stegerwaldstraße gab. Die Bahnsteige entstanden wie bei den meisten für die S-Bahnen Halle und Leipzig neugebauten Zugangsstellen aus Betonfertigteilen. Wegen der nicht ausreichend stabilen Gründung in der Dammschulter hatte sich der Richtungsbahnsteig nach Gaschwitz vor allem am nördlichen Ende sichtbar gesetzt, die Oberfläche lag nur noch wenig über der Schienenoberkante. In den letzten Betriebsjahren waren die Anlagen allerdings nur noch im unbedingt erforderlichen Maß unterhalten worden.
Bis zum 29. August 1997 gab es eine Übergangsmöglichkeit zur Straßenbahn, die auf Höhe des Ostfriedhofs endete. Zuletzt verkehrte hier die Linie 2.

### Zweiter Haltepunkt seit 2013

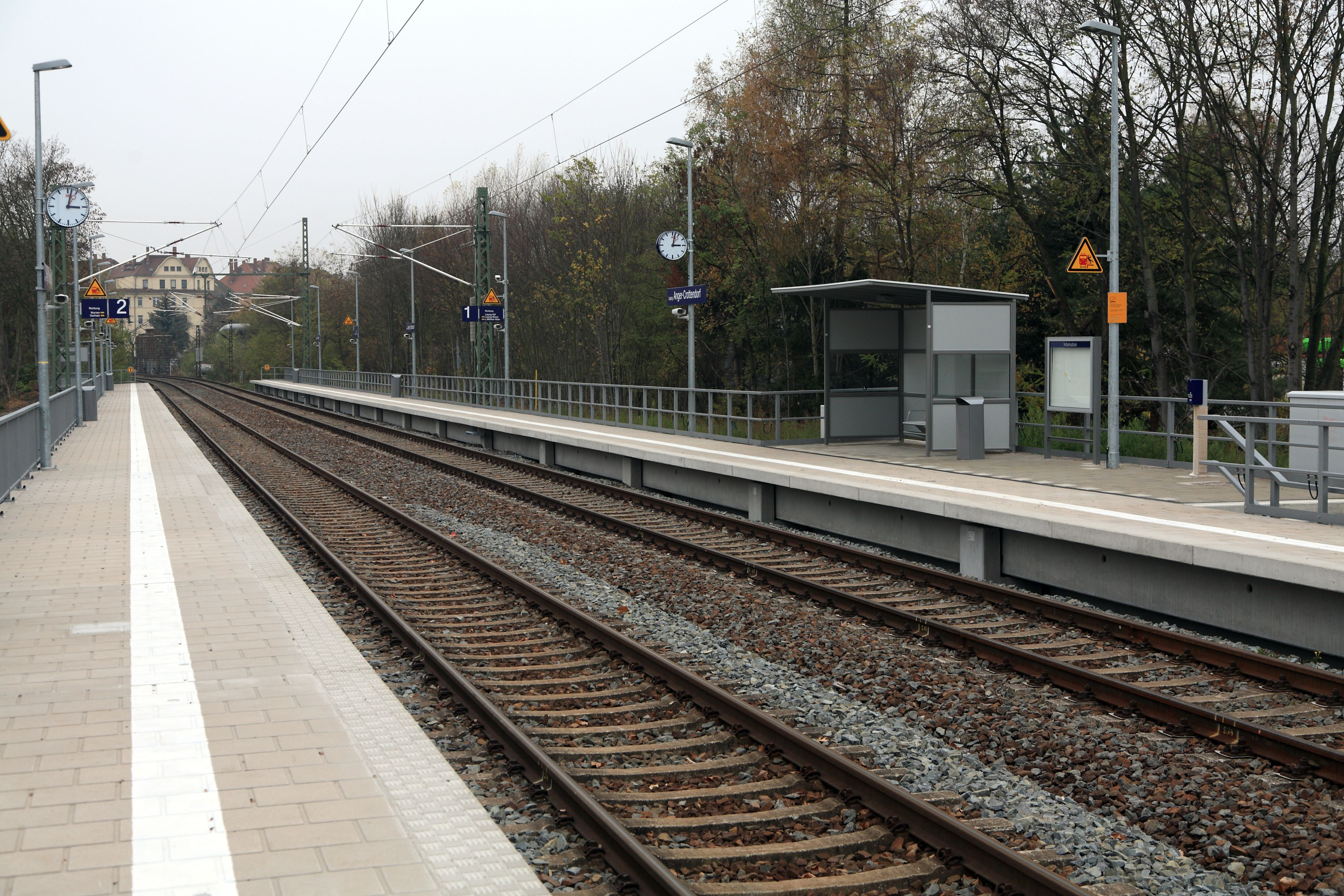
Die provisorischen Bahnsteige von 2013 weisen nur eine Minimalausstattung mit einfachen Blechwartehäuschen auf, Barrierefreiheit ist nicht gegeben. (November 2013)

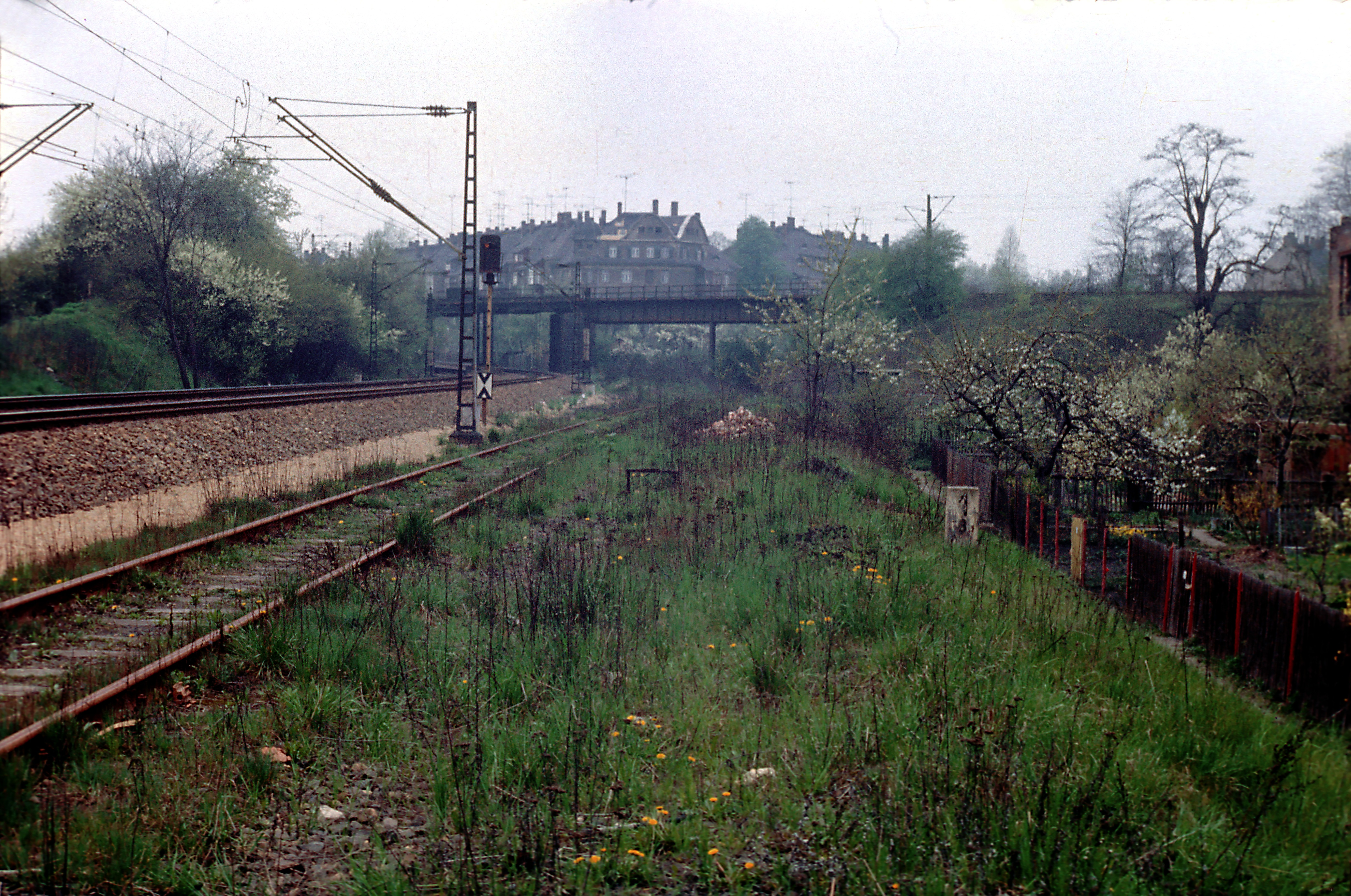
Der Standort des 2013 erbauten Haltepunktes im Jahr 1983. Über die Brücke im Hintergrund führte die Bahnstrecke Leipzig Hbf–Leipzig-Connewitz, an dem sich der erste Haltepunkt (nicht im Bild) befand.

Am 15. Dezember 2013 wurde im Zuge der Eröffnung des Leipziger City-Tunnels eine vollständige Neuausrichtung der S-Bahn Mitteldeutschland realisiert. Im Rahmen dieser Maßnahme wurde etwa 300 Meter südöstlich ein neuer Haltepunkt an der Güterringstrecke Leipzig-Engelsdorf–Leipzig-Connewitz errichtet. Der Hauptbahnhof wird seither aus südlicher Richtung über Leipzig-Stötteritz und den City-Tunnel erreicht. In nordöstlicher Richtung verkehren die Züge über Leipzig-Engelsdorf und Borsdorf nach Wurzen. Dadurch verlängerte sich die Fahrzeit zum Hauptbahnhof um fast das Doppelte. Jedoch verbesserte sich die Erreichbarkeit des historischen Stadtkerns sowie die Anbindung an die Orte entlang der Fernbahn Leipzig–Dresden. Weil in diesem Zusammenhang schon klar war, dass insbesondere die Brücken zwischen Engelsdorf und Stötteritz erneuert werden mussten, wurden nur zwei provisorische und nicht barrierefrei erreichbare Außenbahnsteige unter Beibehaltung der Gleislage errichtet.
Seit dem Beginn der Bauarbeiten zwischen den Bahnhöfen Engelsdorf und Stötteritz im März 2020 ist nur noch der Bahnsteig 2 für beide Fahrtrichtungen in Betrieb.

### Ersatzneubau bis 2024
Seit 2019 setzt die DB Netz AG im Rahmen eines ursprünglich bis April 2022 vorgesehenen komplexen Bauvorhabens zahlreiche Maßnahmen um, um den Streckenabschnitt zwischen den Bahnhöfen Leipzig-Engelsdorf und Leipzig-Stötteritz umfassend zu modernisieren. Dabei erfolgt unter anderem eine Streckenbegradigung mittels Neutrassierung zwischen der Abzweigstelle Anger und Leipzig-Stötteritz, bei der teilweise die Trassen der hier stillgelegten Bahnstrecke Leipzig Hbf–Leipzig-Connewitz und der bereits zur Jahrtausendwende zurückgebauten Bahnstrecke vom Eilenburger Bahnhof nach Eilenburg genutzt werden. Der Oberbau dieses Abschnittes ist seit März 2020 weitgehend fertiggestellt, die Fahrleitungsmasten sind aufgestellt.
Im Zuge dieser Neutrassierung werden die 2013 gebauten Seitenbahnsteige wieder abgebrochen. Anschließend folgt unter Nutzung von Teilen des Bahndammes, auf dem die Strecke zum Eilenburger Bahnhof lag, die Neuerrichtung eines 140 Meter langen Inselbahnsteiges mit Blindenleitsystem. Resultierend aus der Neutrassierung und der Spurplanänderungen wird der Haltepunkt in leicht veränderter Lage neu gebaut. Seit Mai 2020 wird der Unterbau für das stadteinwärtige Gleis auf der alten, bisher freigehaltenen Trasse zum Eilenburger Bahnhof errichtet. Im Juli des gleichen Jahres begann der Neubau einer zweiten Treppe mit Personenunterführung als Zugang zur Anger-Crottendorfer-Bahnschneise und damit zum Lene-Voigt-Park. Im Jahr 2021 sollte der Inselbahnsteig errichtet werden. Er erhält zwei Zugänge zur Zweinaundorfer Straße und zur Anger-Crottendorfer Bahnschneise auf dem Planum zum Eilenburger Bahnhof. Der Zugang zur Zweinaundorfer Straße wird mit einem zusätzlichen Aufzug barrierefrei.
Erforderliche Konstruktionsänderungen des schiefwinkligen Brückenbauwerkes über die Zweinaundorfer Straße und der weniger tragfähige Baugrund als zunächst vorausgesetzt führten zu einer Verlängerung der Bauzeit. Nach dem Planungsstand vom Ende 2020 geht die nördliche Bahnsteigkante des Inselbahnsteiges erst im November 2022 in Betrieb, der Abschluss der Arbeiten war nunmehr für das erste Halbjahr 2024 vorgesehen. Im April dieses Jahres wurde der vollständig errichtete Inselbahnsteig mit den beiden Zugängen von Nord und Süd in Betrieb genommen, nicht jedoch der Personenaufzug und das Richtungsgleis Stötteritz–Engelsdorf, weshalb (Stand August 2024) nur eine Bahnsteigkante genutzt wird.

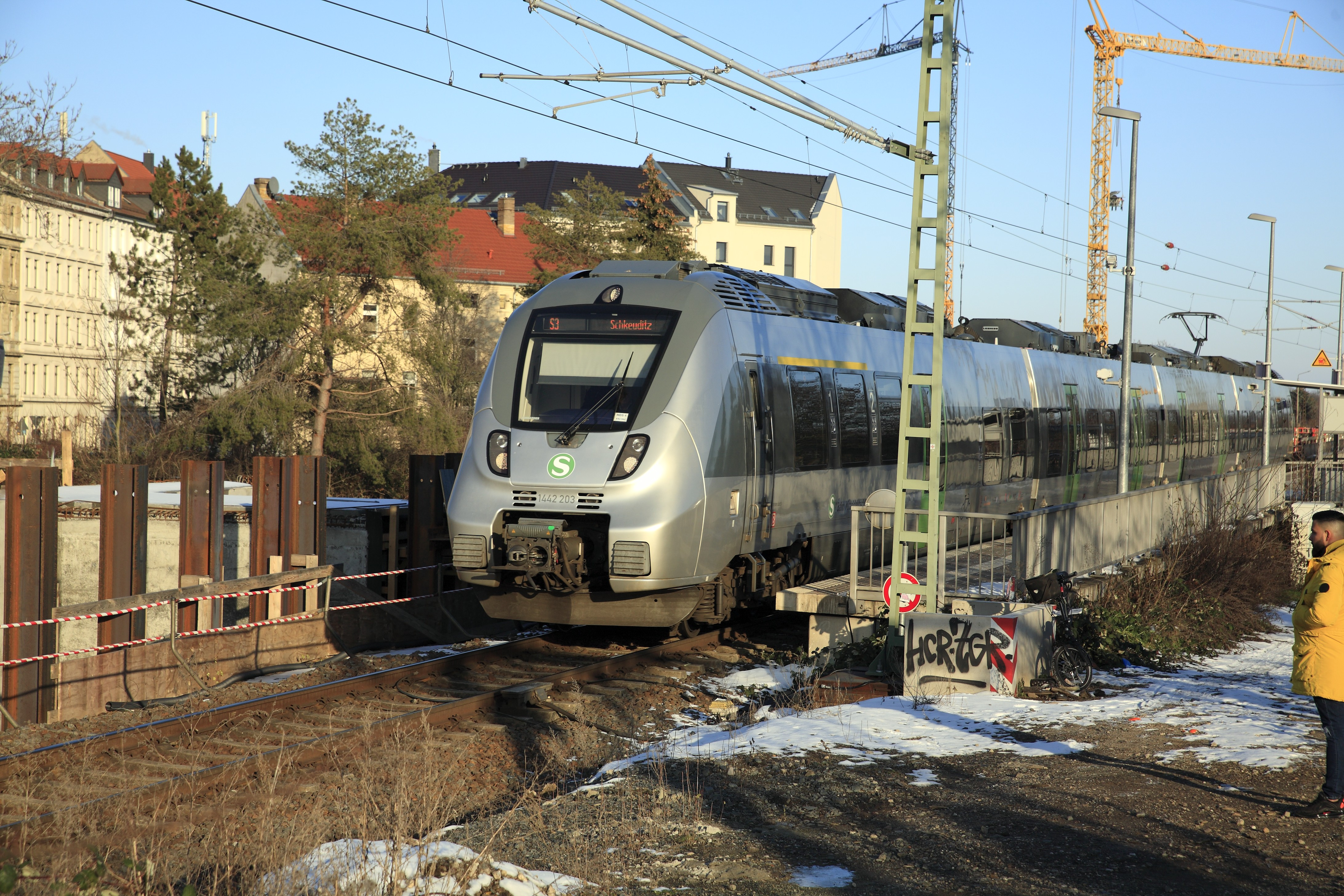
Zugangsbauwerk Westseite
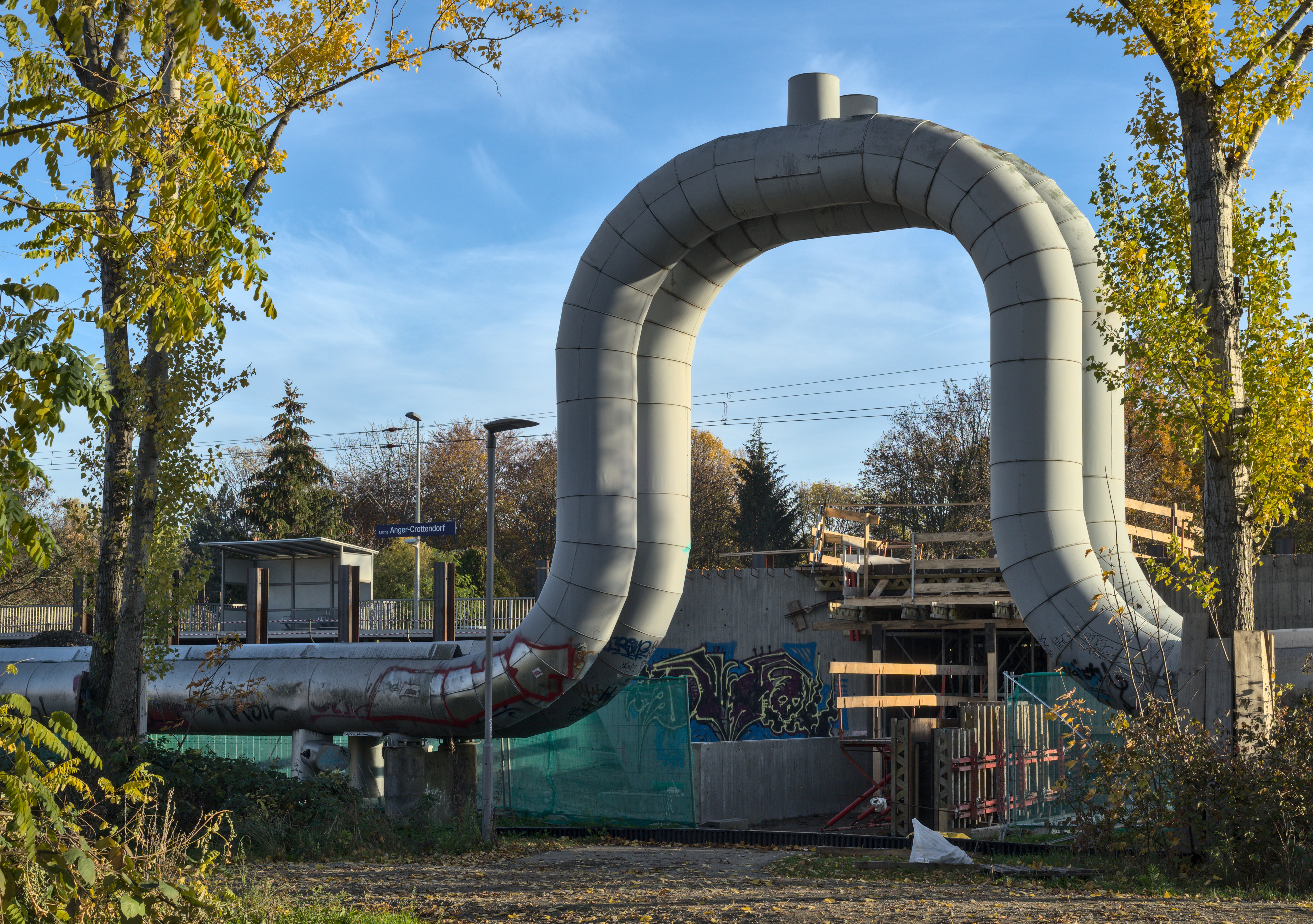
Rohbau Südwewstzugang
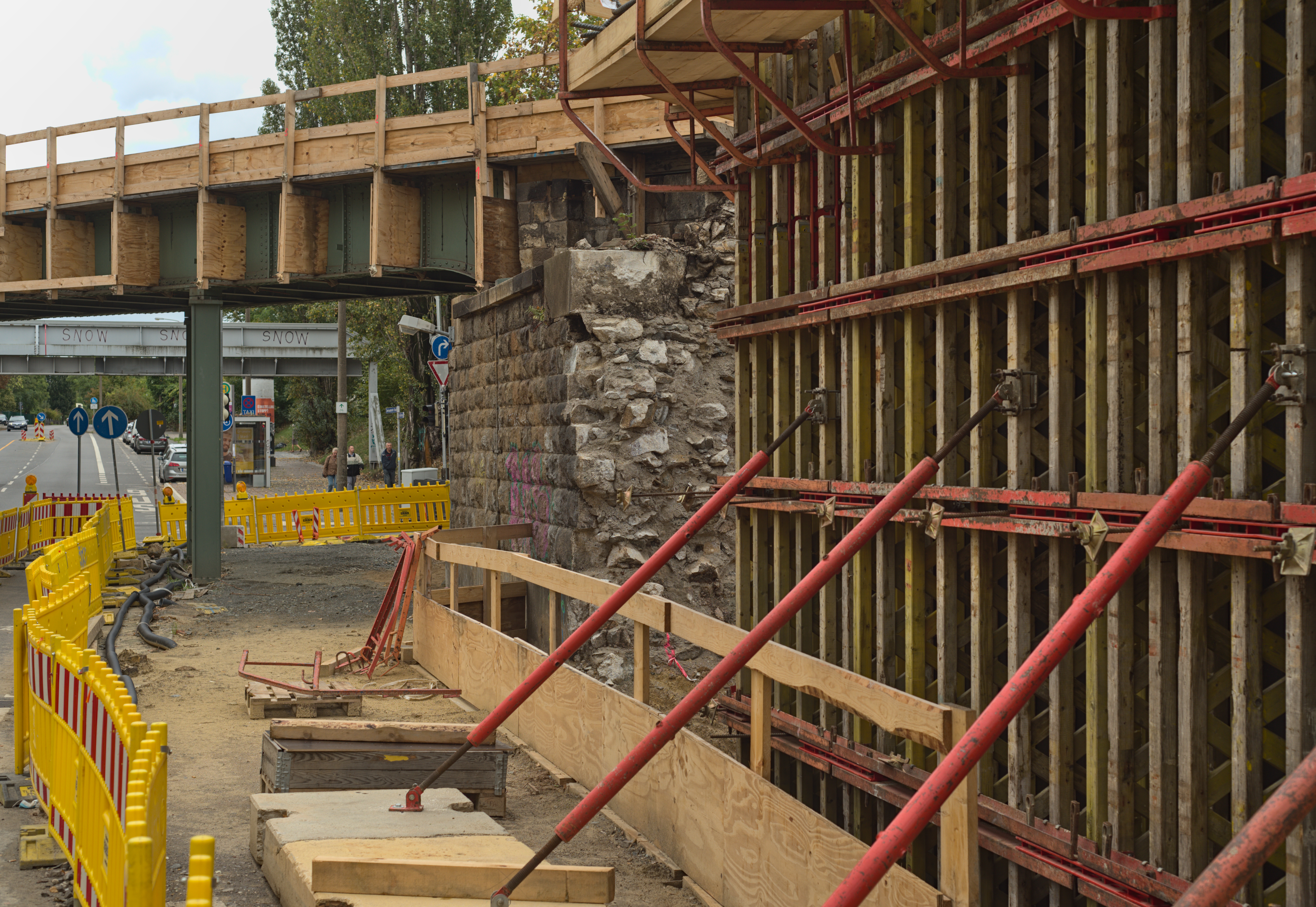
Zugangsbauwerk und Widerlager (Zweinaundorfer Str.)
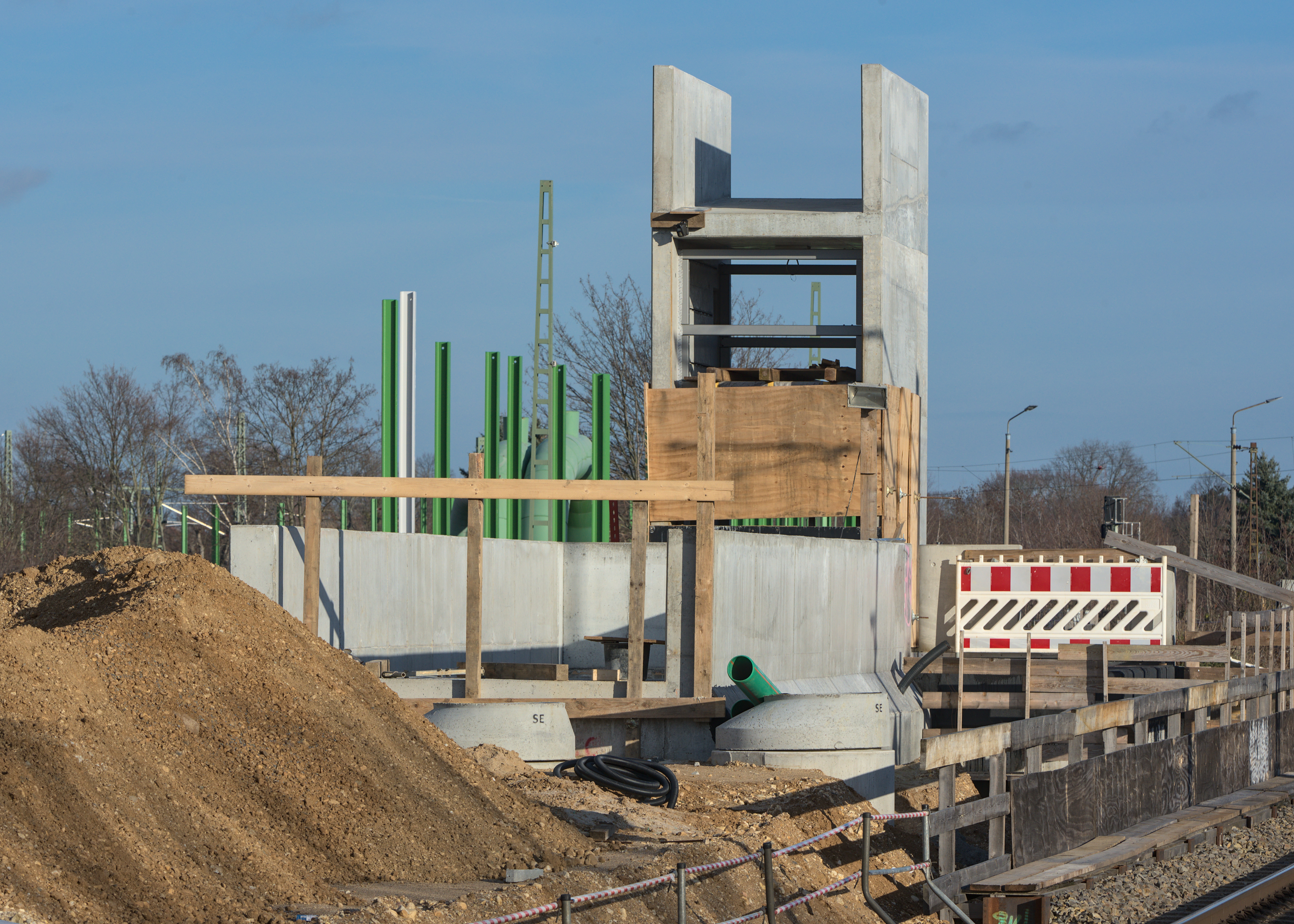
Personenaufzug (Rohbau)
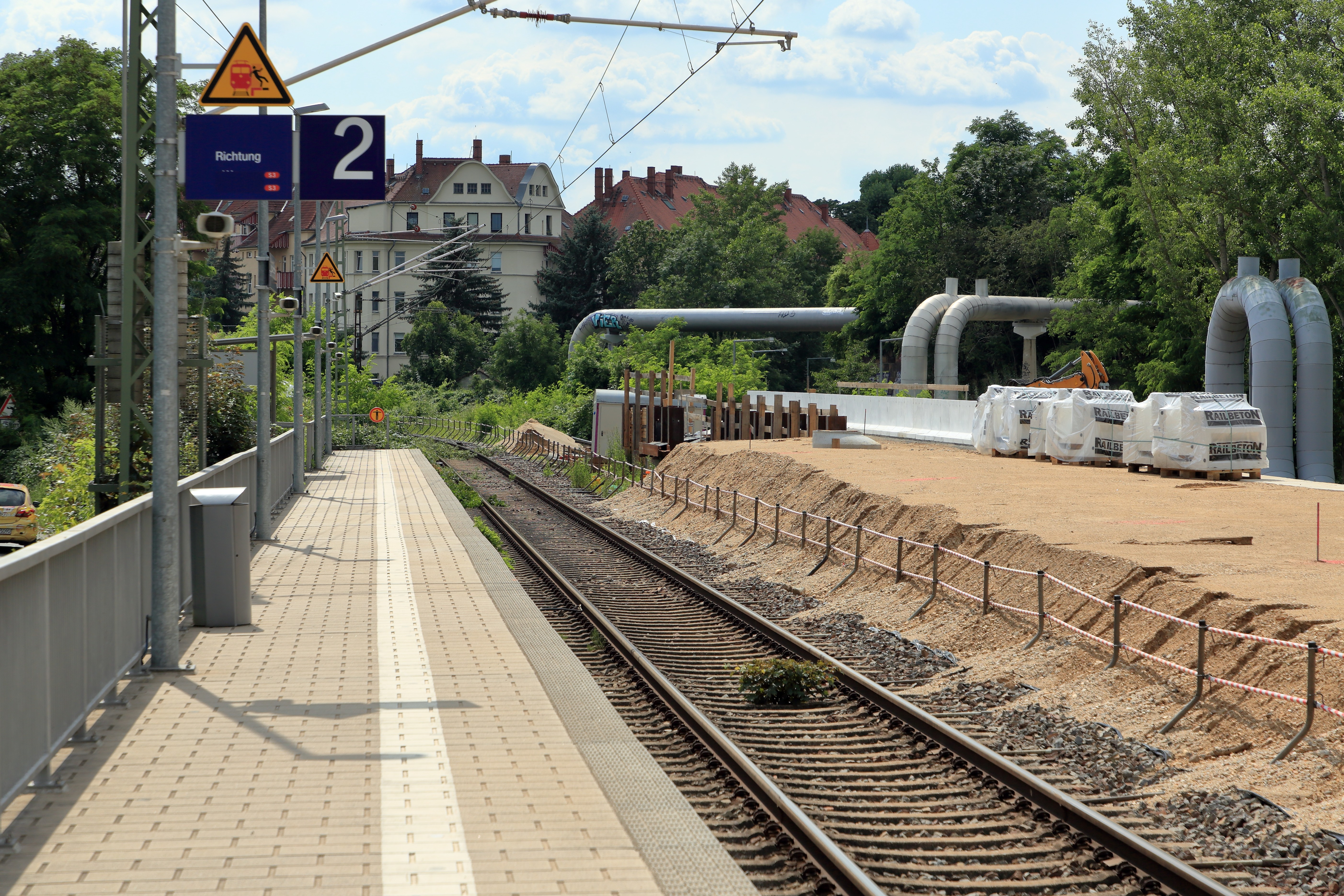
Mittelbahnsteig im Bau
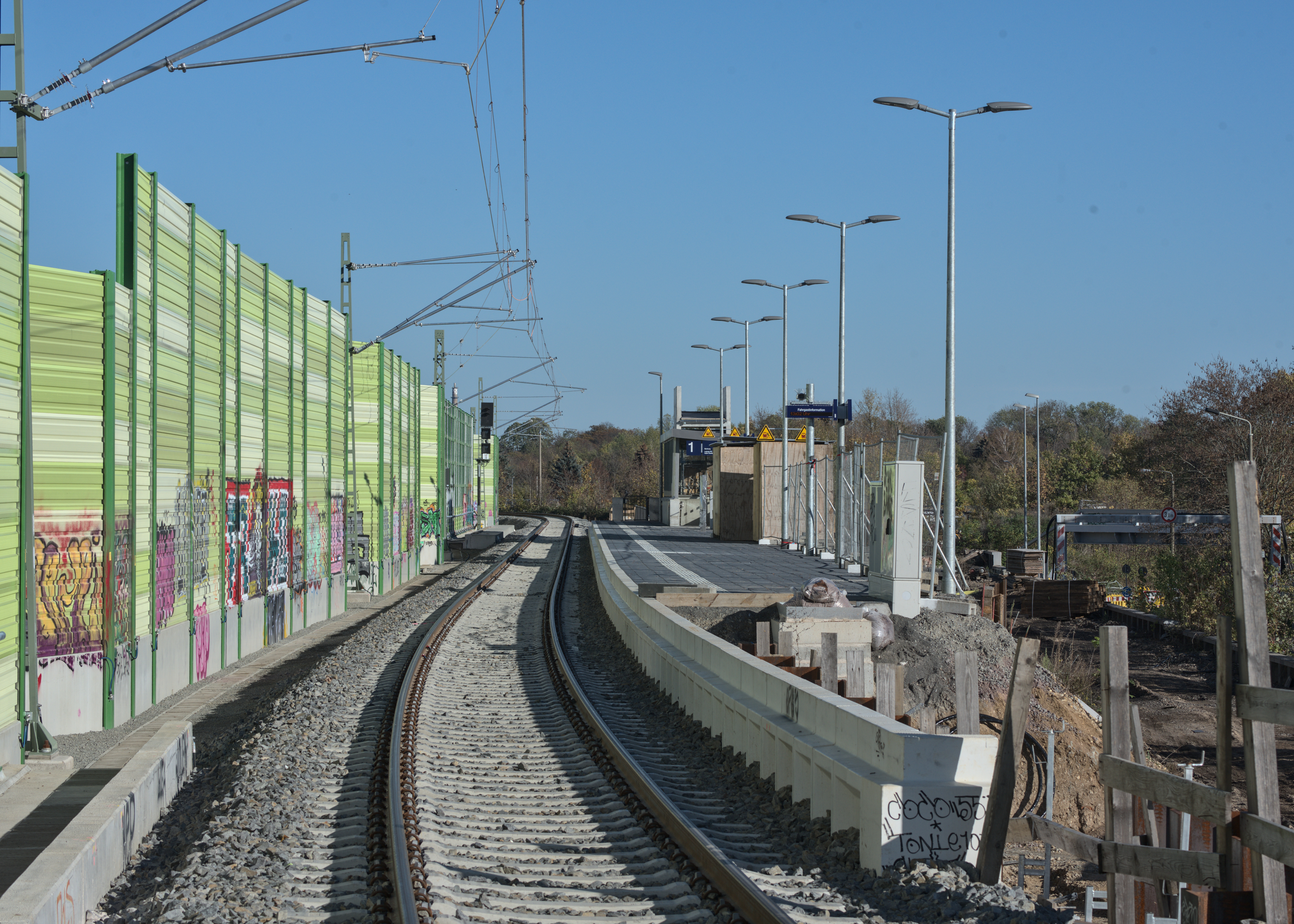
Kurz vor der Inbetriebnahme der neuen westlichen Bahnsteigkante im November 2022
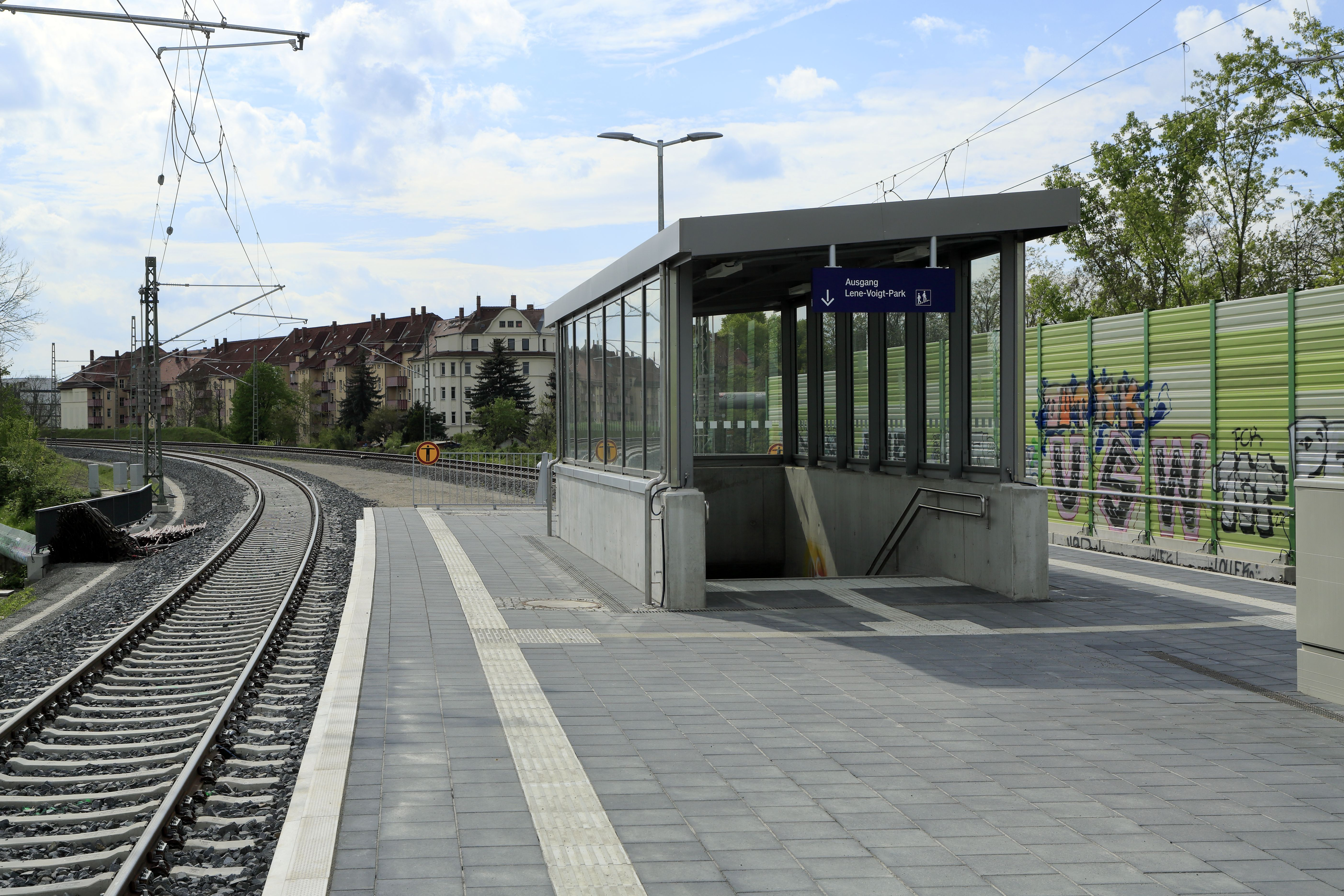
Südwestzugang nach Fertigstellung, April 2024

## Verkehrsanbindung

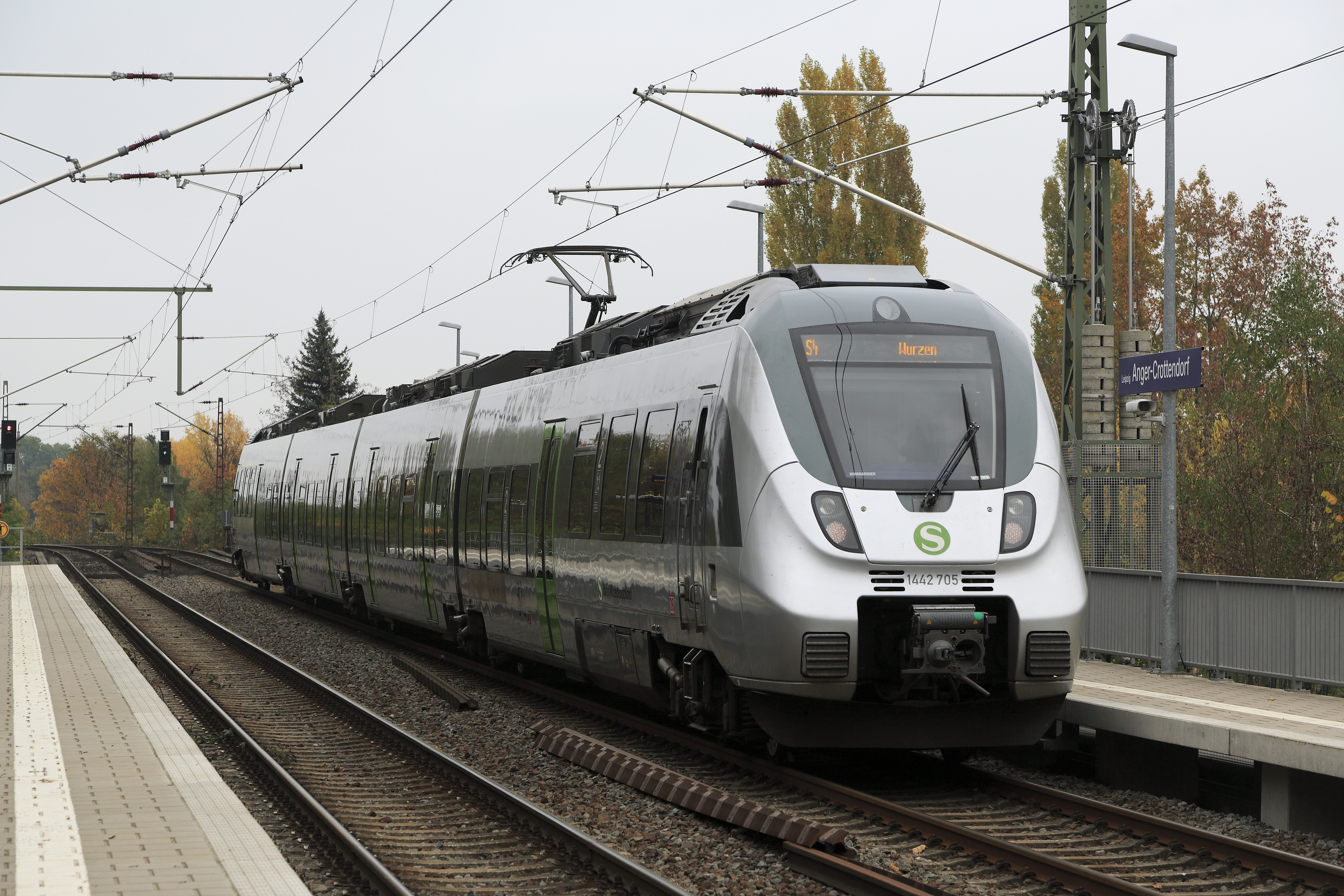
Reisezug der Linie S4 nach Wurzen auf Gleis 2 (Oktober 2016)

### S-Bahn
| Linie | Linienverlauf | Takt (min) | EVU             |
| ----- | --- | ---------- | --------------- |
| S 3   | (Oschatz –) Wurzen – Borsdorf – Leipzig-Anger-Crottendorf – Leipzig-Stötteritz – Leipzig Hbf (tief) – Leipzig-Wahren – Schkeuditz – Halle Hbf – Halle-Nietleben | 30         | DB Regio Südost |

### Bus
| Linie | Linienverlauf | Takt (min) |
| ----- | --- | ---------- |
| 72    | Hauptbahnhof – Reudnitz, Koehlerstraße – S-Bf. Anger-Crottendorf – Mölkau, Gemeindeamt – Engelsdorf – Paunsdorf, Straßenbahnhof                                        | 20         |
| 73    | Hauptbahnhof – Reudnitz, Koehlerstraße – S-Bf. Anger-Crottendorf – Mölkau, Gemeindeamt – Bahnhof Mölkau – Baalsdorf, Kirchweg (– Kleinpösna – Hirschfeld – Sommerfeld) | 20         |
| 60    | (Lindenauer Hafen –) Lindenau, Bushof – S-Bf. Plagwitz – Adler – Karl-Liebknecht-/Kurt-Eisner-Straße – Bayerischer Bahnhof – Ostplatz – Lipsiusstraße                  | 10         |

Ein Übergang zum Öffentlichen Personennahverkehr der Leipziger Verkehrsbetriebe besteht in der Zweinaundorfer Straße an den Haltestellen Leipzig, S-Bahnhof Anger-Crottendorf (100 m Fußweg) und Leipzig, Herrnhuter Straße (200 m Fußweg) zu den Bussen der Linien 72 und 73. Mit 700 Metern Fußweg etwas weiter entfernt liegt die Endstelle Lipsiusstraße der Buslinie 60.